# Чинча (культура)

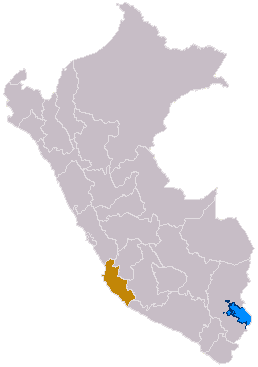
Поширення культури Чинча

Культура Чинча або Іка-Чинча — археологічна культура, що існувала на території сучасного регіону Іка, а її центр розташовувався в долині Чинча. Культура виникла близько 800 року н. е., а в 15 столітті її територія була підкорена Тауантінсую (Імперією Інків). Завоювання відбулося за років правління Пачакутека Інки Юпанкі, а остаточно територія була включена до складу Інкської держави за часів правління Тупака Юпанкі біля 1476 року.
Чинча зберігали свою важливість і за панування інків. Більш того, вважається, що лише владика чинча мав право брати участь у тих же церемоніях, що і Сапа Інка. Населення ділилося на знать, жерців і простій народ, який складався з торговців, ремісників, рибаків і селян.

## Архітектура
Чинча, як і інші культури узбережжя Перу, будували глинобитні будівлі. Велика частина споруд даної культури виявлена в долинах Чинча, Тамбо-де-Мору, Лурінчинча і Сан-Педро, де знаходилися головні адміністративно-церемоніальні центри.
Однією з найвідоміших споруд даної культури є «Сторожова башта» в районі Чинча-Баха. Її площа становить 400000 м². На даній території знаходилися житлові споруди, пірамідальні храми, обгороджені двори, дорогі та інші будівлі.

## Господарство
Економіка чинча ґрунтувалася на сільському господарстві, рибальстві, а також значною мірою на торгівлі. Основними металами у носіїв культури були срібло і мідь, зазвичай сплавлялися один з одним. Найчастіше зустрічаються сплави з високим (близько 90 %) вмістом срібла. Зрідка в сплавах переважає мідь. Золото не вживалося.
Чинча побудували систему доріг, яка простяглася через всю долину Чинча і доходила до її меж. Проте ще важливішу роль, ніж сухопутні дороги, грали морські торгові шляхи, оскільки їх навігаційні технології (запозичені пізніше інками) дозволяли їм досягати видалених пунктів на півночі і півдні. Відомо, що вони досягали Центральної Америки, оскільки одним з ключових предметів експорту були раковини Spondylus, що походили з Еквадору і Перу, але були знайдені також при розкопках Центральної Америки.
Їх комерція була настільки добре розвинена, що їм вдалося розповсюдити свій вплив по всій території Інкської держави ще до того, як воно перетворилося на імперію. Деякі історики вважають, що мова кечуа походила від культури чинча, які розповсюдили його по всіх Андах і узбережжі Перу та Еквадору. Проте, проти даної гіпотези говорить те, що мова кечуа походила з центральних областей сучасного Перу і широко використовувався в торгівлі; мабуть, її засвоїли і чинча, розповсюдивши на інші території своєї торгової мережі.
Культурі чинча належить заслуга створення «торгового трикутника» між плато Кольяо, центральним узбережжям Перу і північчю Еквадору, а частково за допомогою морських шляхів, чинча торгували з Куско і Альтіплано. Найбільший попит мали в'ялене м'ясо (чаркі), вовна і деякі метали.

## Кераміка
Посуд характеризується великою кількістю майже кулястих горщиків з гострим або округлим дном і скошеним віночком, що трохи нависає над стінками, які у верхній частині посудини нахилені всередину. Діаметр таких горщиків від 10-12 до 30-35 см. Іноді від віночка до плечики посудини йдуть маленькі зашморгоподібні ручки.
Тут же зустрічаються амфороподібні посудини з подовженим тулубом, гострим дном і горлом, що розширюється. На плічках над ручками є невеликі виступи.